# Shivers (chanson d'Ed Sheeran)
Pour les articles homonymes, voir Shivers.
Singles de Ed Sheeran
Bad Habits
(2021) Overpass Graffiti
(2021)
Shivers est une chanson de l'auteur-compositeur-interprète anglais Ed Sheeran, publiée par Asylum Records UK le 10 septembre 2021 en tant que deuxième single de son cinquième album studio, = (2021). Shivers est entrée en tête des classements des meilleures ventes au Royaume-Uni et en Irlande, détrônant le précédent single de Sheeran Bad Habits après onze semaines consécutives au sommet dans les deux pays. La chanson a également dominé les classements en Autriche, en Allemagne, en Suède et en Suisse et a culminé à la quatrième place du Billboard Hot 100.

## Contexte
Sheeran a fait référence à la chanson lorsqu'il a expliqué pourquoi le titre de l'album était = au lieu de -  (comme les fans l'avaient supposé). Il a déclaré: « Pendant que je faisais le disque j'ai écrit une chanson intitulée 'Shivers' et je me disais, 'Ça ne ressemble pas vraiment à [Moins]' ». Sheeran a écrit Shivers à la fin de la tournée Divide, lorsqu'il a installé un studio dans une ferme louée dans le Suffolk où il avait sa dernière date de la tournée. Il lui a fallu 3 jours pour écrire la chanson, ce qui était inhabituellement long pour lui, car il pensait que la chanson « était trop spéciale pour se tromper ».

## Sortie et promotion
Le 19 août 2021, Sheeran a annoncé son quatrième album studio, =, dans lequel la chanson figure dans la liste des pistes. Il a ensuite annoncé la pochette et la date de sortie de la chanson le 2 septembre 2021. Il a également révélé que Shivers était au départ destiné à être le single principal de l'album au lieu de son single principal actuel, Bad Habits. Un aperçu de la chanson a également été dévoilé.  

## Réception
Le 2 septembre 2021, le jour même où Sheeran a annoncé la chanson, Jonathan Heaf de la branche britannique de GQ dans la ville natale de Sheeran a décrit la chanson comme « une chanson sexy et fulgurante qui comprend des claquements de mains pendant le pont et qui est une musique sur laquelle danser avec tes meilleurs amis après trois tequilas de trop ».

## Clip musical
Un clip musical est sorti en même temps que la chanson le 10 septembre 2021, avec Sheeran et AnnaSophia Robb dans les rôles principaux. Tout comme son précédent clip Bad Habits, il a été réalisé par Dave Meyers. Sheeran y imite son compatriote chanteur anglais Elton John.

## Liste des pistes
| - Téléchargement numérique, streaming et single CD, 1. "Shivers" – 3:27 - Téléchargement numérique et streaming – Version Acoustique 1. "Shivers" (Acoustic Version) – 3:26 - Téléchargement numérique et streaming – Navos Remix 1. "Shivers" (Navos Remix) – 2:35 - Téléchargement numérique et streaming – Ofenbach Remix 1. "Shivers" (Ofenbach Remix) – 3:07 | - Téléchargement numérique et streaming – Alok Remix 1. "Shivers" (Alok Remix) – 2:52 - Téléchargement numérique et streaming – Jax Jones Remix 1. "Shivers" (Jax Jones Remix) – 3:27 - Téléchargement numérique et streaming – Heavy-K Remix 1. "Shivers" (Heavy-K Remix) – 5:40 - Téléchargement numérique et streaming – Dillon Francis Remixes 1. "Shivers" (Dillon Francis Main Mix) – 2:07 2. "Shivers" (Dillon Francis Club Mix) – 2:07 |

## Crédits
Crédits adaptés de Spotify et Tidal.
- Ed Sheeran – interprétation, écriture, guitare, chant, composition, production, violon pizzicato
- Johnny McDaid - écriture, voix inconnue, guitare, composition
- Kal Lavelle – écriture, composition
- Steve Mac – écriture, production, composition, clavier, production vocale
- Fred – production, basse, batterie, guitare, clavier, programmation
- Charlie Holmes – assistant mixage
- Chris Laws – batterie, programmation, voix inconnue, enregistrement
- Dan Pursey - production vocale, voix inconnue, enregistrement
- Graham Archer - voix inconnue, production vocale
- Joe Rubel - voix inconnue, enregistrement, programmation supplémentaire
- Kieran Beardmore – assistant mixage
- Mark "Spike" Stent - mixage
- Matt Wolach – assistant mixage
- Stuart Hawkes – mastering